# بريت هانسن دنت
بريت هانسن دنت (بالإنجليزية: Brett Hansen-Dent)‏ مواليد 2 يوليو 1972 في نيوبورت بيتش، هو لاعب كرة مضرب أمريكي سابق بدأ مسيرته كمحترف سنة 1995 وكان يلعب باليد اليمنى. أعلى تصنيف له في الفردي كان المركز الـ 326 في سنة 1996. أعلى تصنيف له في الزوجي كان المركز الـ 92 في سنة 1996.

## النهائيات

### الزوجي: 1 (0–1)
| الحصيلة | الرقم | السنة | الدورة                                           | الأرضية | الشريك      | المنافس في النهائي        | النتيجة في النهائي |
| ------- | ----- | ----- | ------------------------------------------------ | ------- | ----------- | ------------------------- | ------------------ |
| الوصافة | 1.    | 1996  | بطولة دلراي بيتش الدولية للتنس, الولايات المتحدة | ترابية  | إيفان بارون | تود وودبريدج مارك وودفورد | 3–6, 3–6           |